# Fàbrica Anís Ríos
La Fàbrica Anís Ríos és una nau industrial de finals del segle xix de Silla (Horta Sud) protegida com a Bé immoble de rellevància local. L'edifici, d'una sola planta, és cantoner, les obertures són simètriques i està feta per Inmaculada Aguilar. Conserva el paviment original de llambordes de gres i cobertes de teula àrab. Va ser una nau dedicada a l'elaboració de begudes alcohòliques.
La fàbrica va ser fundada el 1885 per José Ríos Salvador.